# Betsy Blair
Betsy Blair (født Elizabeth Winifred Boger; 11. december 1923, død 13. marts 2009) var en amerikansk skuespiller og danser.
Blair forfulgte en karriere i underholdningbranchen fra 8-årsalderen og som barn arbejdede hun som amatørdanser, optrådte på radio og arbejde som model, før hun sluttede sig til koret hos Billy Rose's Diamond Horseshoe i 1940. Der mødte hun Gene Kelly; de blev gift det følgende år, da hun var 17 år og skiltes 16 år senere i 1957.
Efter arbejde i teatret, Blair begyndte sin filmkarriere spille biroller i film som Jalousi (1947) og Sladderen om Marcus Hubbard (1948). Hendes interesse for marxisme førte til en undersøgelse fra House Un-American Activities Committee og Blair blev sortlistet i nogen tid, men genoptog sin karriere med en kritikerroste præstation i Marty (1955), at vinde en BAFTA Award og en nominering til en Oscar for bedste kvindelige birolle.
Hun fortsatte sin karriere med regelmæssig teater-, film- og tv-arbejde indtil midten af 1990'erne, især i London, hvor hun boede i mange år af sit liv.

## Filmografi
| År   | Titel                      | Rolle                     | Noter                                                 |
| ---- | -------------------------- | ------------------------- | ----------------------------------------------------- |
| 1947 | The Guilt of Janet Ames    | Katie                     |                                                       |
| 1947 | A Double Life              | Girl in Wig Shop          |                                                       |
| 1948 | Another Part of the Forest | Birdie Bagtry             |                                                       |
| 1948 | The Snake Pit              | Hester                    |                                                       |
| 1950 | Mystery Street             | Jackie Elcott             |                                                       |
| 1950 | No Way Out                 | Telephone Operator        | Ukrediteret                                           |
| 1951 | Kind Lady                  | Ada Elcott                |                                                       |
| 1955 | Marty                      | Clara                     | Nomineret - Academy Award for Best Supporting Actress |
| 1956 | Meeting in Paris           | Nancy Blanding            |                                                       |
| 1956 | Calle Mayor                | Isabel                    |                                                       |
| 1957 | The Halliday Brand         | Martha Halliday           |                                                       |
| 1957 | Il Grido                   | Elvia                     |                                                       |
| 1960 | Lies My Father Told Me     | Mpr                       |                                                       |
| 1960 | Silver Spoon Set           | Countess Margherita Cherè |                                                       |
| 1962 | All Night Long             | Emily                     |                                                       |
| 1962 | Careless                   | Amalia Brentani           |                                                       |
| 1968 | Marry Me! Marry Me!        | Second English Teacher    |                                                       |
| 1973 | A Delicate Balance         | Edna                      |                                                       |
| 1986 | Flight of the Spruce Goose | Helen                     |                                                       |
| 1986 | Descente aux enfers        | Mrs. Burns                |                                                       |
| 1988 | Betrayed                   | Gladys Simmons            | Sidste filmrolle                                      |